# Ertuğrulköy, Güney
Ertuğrul là một xã thuộc huyện Güney, tỉnh Denizli, Thổ Nhĩ Kỳ. Dân số thời điểm năm 2010 là 290 người.